# Костобе (городище)
Костобе (каз. Қостөбе) — городище, расположенное в 15 км севернее города Тараза, отождествляемое со средневековым городом Джамукат (Хамукат), основанным бухарскими купцами в VI веке. В период правления хана Абруя в Бухаре, согдийская знать обратилась с письмом к верховному кагану с просьбой выделить землю для строительства города, так как они испытывали жестокое давление со стороны правителя города. Тюркский каган предоставил им земли недалеко от города Тараза, в долине реки Талас. Городище представляет собой квадратный холм размером 420×450 м, окружённый двойной стеной с башнями и рвами. Сохранившиеся остатки внешних стен возвышаются на 3—3,5 м.

## История

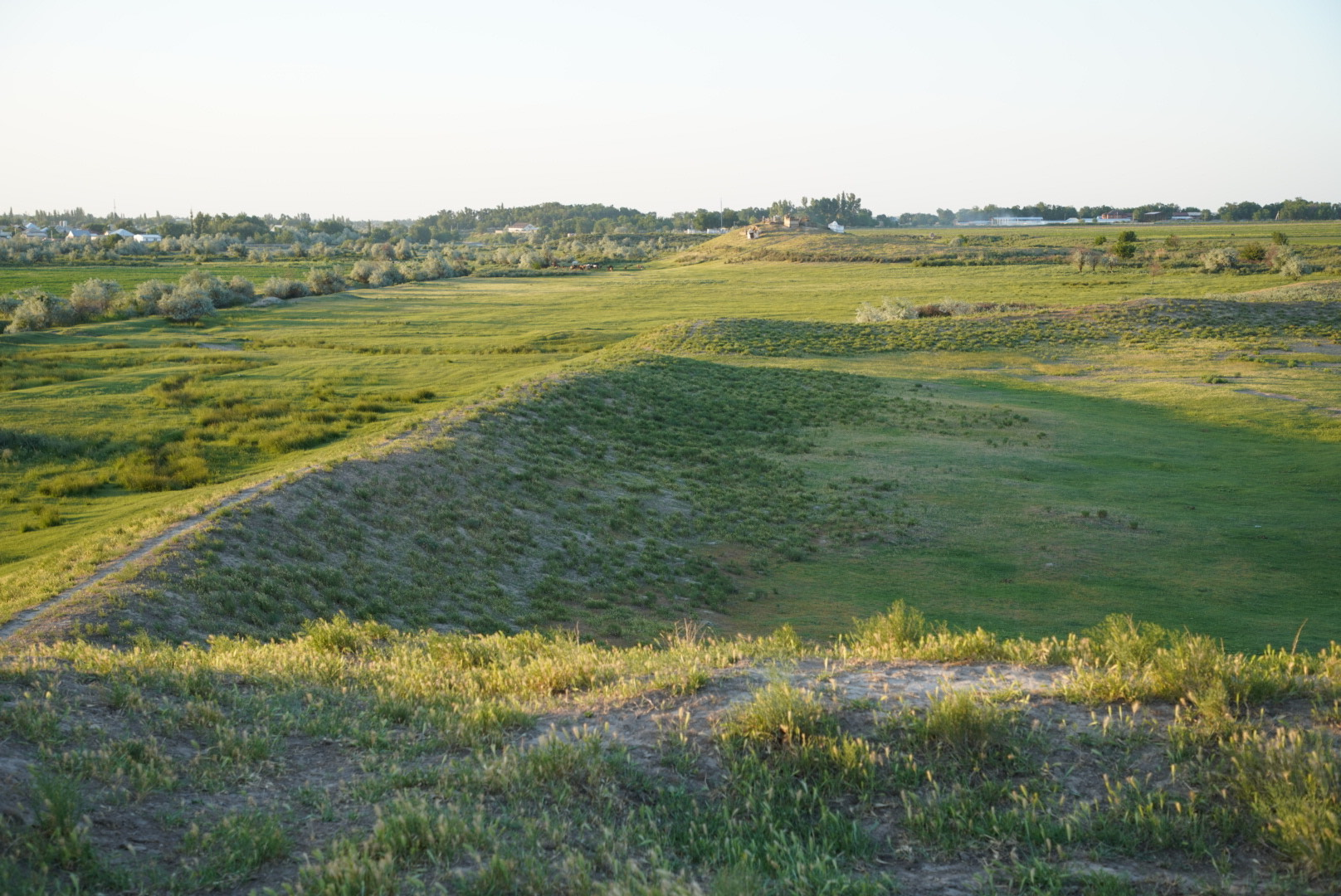
Стены городища

По словам Наршахи, правитель города Бухары Абруй «стал жестоко править этой областью так, что терпение жителей истощилось. Дихкапы и богатые купцы ушли из этой области в сторону Туркестана и Тараза, где выстроили город и назвали его Хамукат, потому что великий дихкан, бывший во главе переселившихся, назывался Хамук, что на языке бухарцев, означает жемчуг, а Кат значит город. Таким образом, название это означало — город Хамука. Вообще бухарцы называют „хамуками“ своих вельмож».
Василий Бартольд доказал, что Джамукат находился в долине Таласа, а не Сырдарьи, как считали другие исследователи. Но идентификация Джамуката с конкретным памятником долгое время оставалась спорной. Александр Бернштам предполагал, что Джамукату могли соответствовать или городище Майтобе, или Бешагач, расположенные южнее Тараза, однако эти памятники по своим размерам не могли претендовать на роль крупного города, каким был Джамукат. Удалось отождествить Джамукат с Костобе, чья топография и застройка близка другим согдийским городам Семиречья.
В июле 2014 года 8 археологических памятников Казахстана (в том числе Костобе) вошли в список Всемирного наследия ЮНЕСКО в составе «Объектов Великого шёлкового пути в Чанъань-Тянь-Шанском коридоре». В 2019 году городище Костобе было включено в список памятников истории и культуры Казахстана республиканского значения.

## Описание

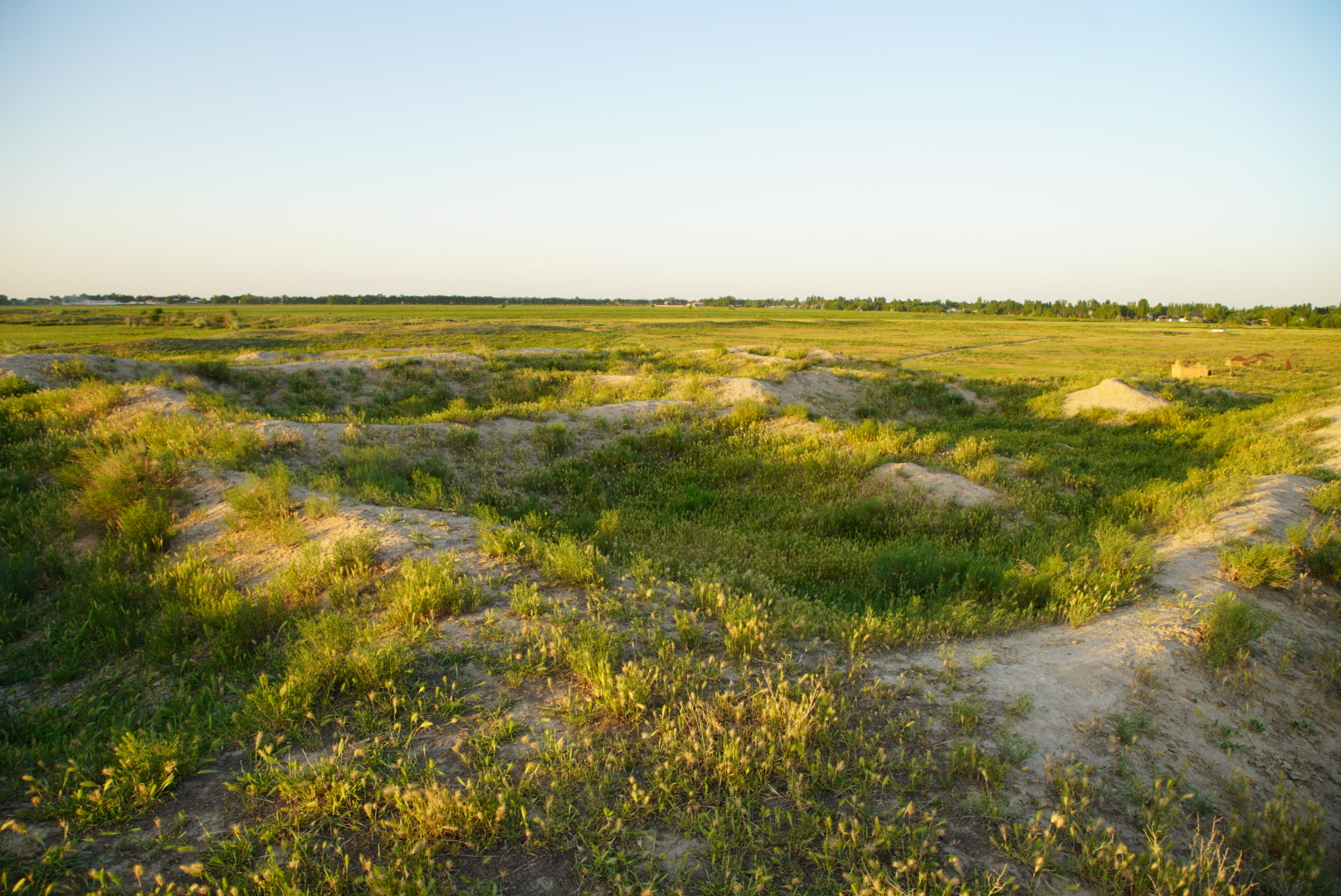
Раскопки на цитадели городища

Всхолмления башен сохранились на высоту до 3,5 м. «Языки» башен снаружи выступают на 16-18 м. Внутрь города вело четверо ворот, от них сохранились разрывы в стенах.
площадки наверху — 30×40 м, высота — 12—15 м. Въезд на территорию цитадели вёл через ворота в западной стене. На цитадели изучена дворцовая постройка. Она существовала с перестройками с VIII по XII века.
Раскопки на костобинской цитадели вскрыли группу разновременных построек, относящихся к VI—XII векам. Те из них, которые найдены в самом верхнем строительном горизонте, сильно разрушены, поскольку с XIII века цитадель использовалась как кладбище. Самый ранний комплекс построек на цитадели относится к VI—VIII векам — это была крепость-замок с обходными коридорами и помещениями жилого и хозяйственного назначения, для строительства которого использовались блоки пахсы и сырцовый кирпич. Затем, в IX—X веках, происходили значительные перепланировки комплекса: обходная галерея была разбита на отдельные отсеки-комнаты, служившие в основном для хозяйственных нужд. Посредством коридоров они были связаны с жилыми, парадными и культовыми помещениями. Судя по богатству интерьера и наличию очага в одном из раскопанных залов, в цитадели было святилище, связанное с отправлением культа огня.
«Некрополь 1» расположен к северу от ворот. Это подпрямоугольный бугор, на котором четко выделяется овальный холм размерами 10×7 м и высотой 5 м. К холму с восточной и северной сторон примыкает площадка со стороной 20 м. «Некрополь 2» находится в 70 м северо-западнее «Некрополя 1». Он представляет собой бугор подтреугольной формы с отдельными куполообразными всхолмлениями. Бугор примыкает снаружи к северному участку внешнего вала. Исследования на «Некрополе 2» показали, что большинство захоронений совершалось в наусах — погребальных постройках прямоугольной и квадратной формы, сооруженных из сырцового кирпича. Помимо захоронений в наусах встречены погребения в хумах, а также трупоположения в проходах между наусами или в грунтовых ямах. Найдены многочисленные украшения — бронзовые и серебряные перстни, серьги, разнообразные бляшки, в том числе в виде двух фазанов (или петухов), стоящих у дерева. Обнаружена ручка бронзового изделия, возможно, зеркала в виде женской фигурки со скрещенными на груди руками, серебряный нательный крест, фигурка Будды, многочисленная и разнообразная керамика — кувшины, кружки.
В 200 м севернее шахристана располагается куполообразный бугор (храм огня) диаметром 80 м и высотой 15 м.